# Josef Suk (compositeur)
Pour les articles homonymes, voir Josef Suk.
Œuvres principales
Symphonie « Asraël »

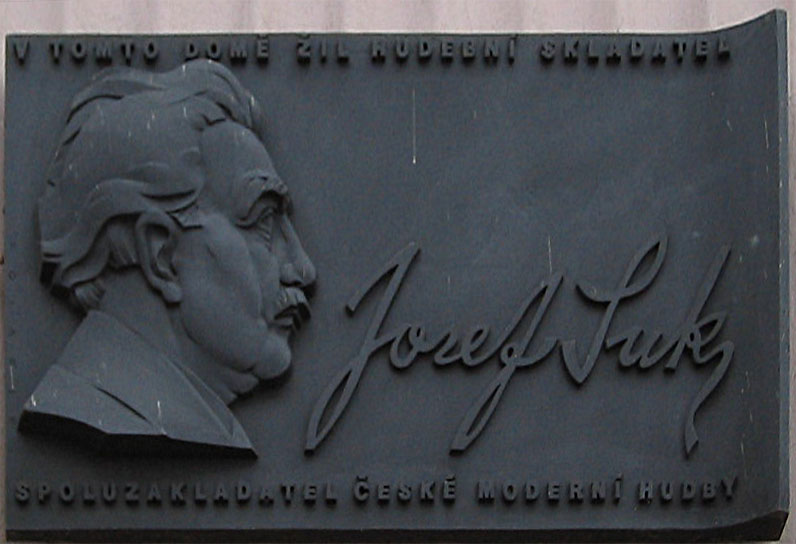
Plaque commémorative

Josef Suk (né le 4 janvier 1874 à Krečovice en royaume de Bohême, et mort le 29 mai 1935 à Benešov) est un compositeur et violoniste tchécoslovaque de musique classique.

## Biographie
Il était l’élève d’Antonín Dvořák, dont il épousa la fille Otilie en 1898. Il se dégagea peu à peu de l’influence de son maître, et adopta un langage relativement moderne. Il composa surtout de la musique symphonique, influencée par la musique populaire, un courant qui avait débuté avec Bedřich Smetana. Il est l’auteur de deux opéras, deux symphonies, trois poèmes symphoniques, deux ouvertures, ainsi que de plusieurs œuvres de musique de chambre.
Son œuvre la plus célèbre est la symphonie en cinq mouvements Asraël écrite en 1905-1906 sous le coup du décès de son beau-père, suivi de celui de son épouse Otilie : les trois premiers mouvements sont dédiés à Dvořák, les deux derniers à Otilie. Asraël est l'ange de la mort, et toute l’œuvre baigne dans un climat à la fois funèbre, démoniaque, désespéré et résigné. Au cours du premier mouvement, la triple apothéose est un des passages les plus impressionnants de toute la musique occidentale, avec ses trombones de l'Apocalypse qui n'en finissent pas de résonner. Elle rappelle curieusement la triple apothéose du premier mouvement de la Huitième Symphonie d'Anton Bruckner (1824-1896), créée en 1892 (mais rien ne dit que le compositeur en avait connaissance à ce moment).
Josef Suk est reconnu comme l'un des plus grands violonistes virtuoses du XXe siècle, et il fit partie du célèbre Quatuor tchèque (appelé à l’origine Quatuor bohémien, et ce jusqu’en 1918). Il est le grand-père du violoniste Josef Suk, né en 1929.

## Œuvres principales

### Musique pour orchestre
- Sérénade, op. 6, pour orchestre à cordes, 1892-1893
- Symphonie n° 1, en mi majeur, op. 14, 1896-1897
- Conte de fée, op. 16, suite de concert, 1899-1900
- Fantaisie pour violon et orchestre, op. 24, 1902
- Scherzo fantastique, op. 25, pour orchestre, 1903
- Symphonie n° 2, en do mineur, « Asraël », op. 27, 1905-1906
- Conte d'été, op. 29, pour orchestre, 1908-1909
- Maturation (Zrání), op. 34, pour orchestre, 1912-1918
- Légende des vainqueurs morts, commémoration pour grand orchestre, op. 35b, 1919-1920
- Vers une vie nouvelle, op. 35c, marche solennelle pour le mouvement Sokol, pour orchestre, 1919-1920
- Épilogue, op. 37, 1920-1929, rév. 1929-1933

### Musique de chambre
- Quatuor avec piano en la mineur, op. 1, 1891
- Trio avec piano en do mineur, op. 2, 1889, rév. 1890-1891
- Quintette pour piano et cordes, op. 8, 1893, rév. 1915
- Quatuor à cordes no 1, op. 11, 1896
- Quatre Pièces pour violon et piano, op. 17, 1900
- Élégie, pour piano, violon et violoncelle, op. 23, 1902
- Quatuor à cordes no 2, op. 31, 1911
- Méditation pour quatuor à cordes (ou pour orchestre à cordes) sur l'ancien choral tchèque en l’honneur de saint Venceslas, op. 35a, 1914
- Balade et Sérénade pour violoncelle et piano, op. 3, 1890, rév. 1898